# Mekhanik-Yartsev-Typ
Der Mekhanik-Yartsev-Typ ist ein Frachtschiffstyp der russischen Reederei Northern Shipping Company.

## Geschichte
Von dem Schiffstyp wurden als Projekt T-116 zehn Einheiten auf der Werft Österreichische Schiffswerften AG in Linz für die Reederei Northern Shipping Company in Archangelsk gebaut und zwischen 1990 und 1992 abgeliefert. Die Schiffe werden unter anderem für den Transport von Paketholz und anderen Forstprodukten genutzt. Sie können auch für den Transport verschiedener anderer Massen- und Stückgüter genutzt werden.
Die Mekhanik Makaryin wurde 2011 um rund 22 Meter verlängert.

## Beschreibung
Die Schiffe werden von einem Zweitakt-Sechszylinder-Dieselmotor des Typs MAN B&W 6DKRN 26/98-12 mit 2074 kW Leistung angetrieben. Der Motor wirkt auf einen Verstellpropeller. Die Schiffe sind mit einem mit 285 kW Leistung angetriebenen Bugstrahlruder ausgerüstet.
Für die Stromerzeugung stehen ein vom Hauptmotor mit 264 kW Leistung angetriebener Wellengenerator und zwei von MAN-Dieselmotoren des Typs D2840LE mit jeweils 287 kW Leistung angetriebene Generatoren zur Verfügung.
Die Schiffe verfügen über zwei Laderäume. Die Laderäume sind mit Faltlukendeckeln verschlossen. Die Räume sind 22,4 m lang, 11,6 m breit und 6,0 m hoch. Die Luken der Laderäume sind 18,85 m lang und 10,5 m breit. Die Kapazität der Laderäume beträgt zusammen 3356 m³ für Stück- und 3411 m³ für Schüttgüter. Die Tankdecke kann mit 6,1 t/m², die Lukendeckel können mit 1,55 t/m² belastet werden. Die Mekhanik Makaryin verfügt über drei jeweils 22,4 m lange und 11,6 m breite Laderäume mit einer Kapazität von zusammen 5052 m³ für Stück- und 5139 m³ für Schüttgüter.
Die Schiffe sind auf der Backbordseite mit zwei Kranen ausgestattet, die jeweils 5 t heben können. Der Rumpf der Schiffe ist eisverstärkt (Eisklasse 1B).
Die Reichweite der Schiffe ist mit rund 5000 Seemeilen angegeben.

## Schiffe
| Mekhanik-Yartsev-Typ | Mekhanik-Yartsev-Typ | Mekhanik-Yartsev-Typ | Mekhanik-Yartsev-Typ | Mekhanik-Yartsev-Typ       |
| Bauname              | Bau- nummer          | IMO- Nummer          | Ablieferung          | Spätere Namen und Verbleib |
| -------------------- | -------------------- | -------------------- | -------------------- | -------------------------- |
| Mekhanik Yartsev     | 775                  | 8904367              | 5. Dezember 1990     |                            |
| Mekhanik Makaryin    | 776                  | 8904379              | 14. Januar 1991      |                            |
| Mekhanik Fomin       | 777                  | 8904381              | 1991                 | 2018 verschrottet          |
| Mekhanik Semakov     | 778                  | 8904393              | 1991                 | 2019 verschrottet          |
| Mekhanik Brilin      | 779                  | 8904408              | 27. August 1991      |                            |
| Mekhanik Kottsov     | 780                  | 8904410              | 4. September 1991    |                            |
| Mekhanik Pustoshnyy  | 781                  | 8904422              | 6. März 1992         |                            |
| Mekhanik Pyatlin     | 782                  | 8904434              | 11. April 1992       |                            |
| Mekhanik Tyulenev    | 783                  | 8904446              | 1992                 | 2018 verschrottet          |
| Mekhanik Kraskovskiy | 784                  | 8904458              | 27. Juni 1992        |                            |

Die Schiffe fahren unter der Flagge Russlands. Heimathafen ist Archangelsk.